# ノルマンニ宮殿

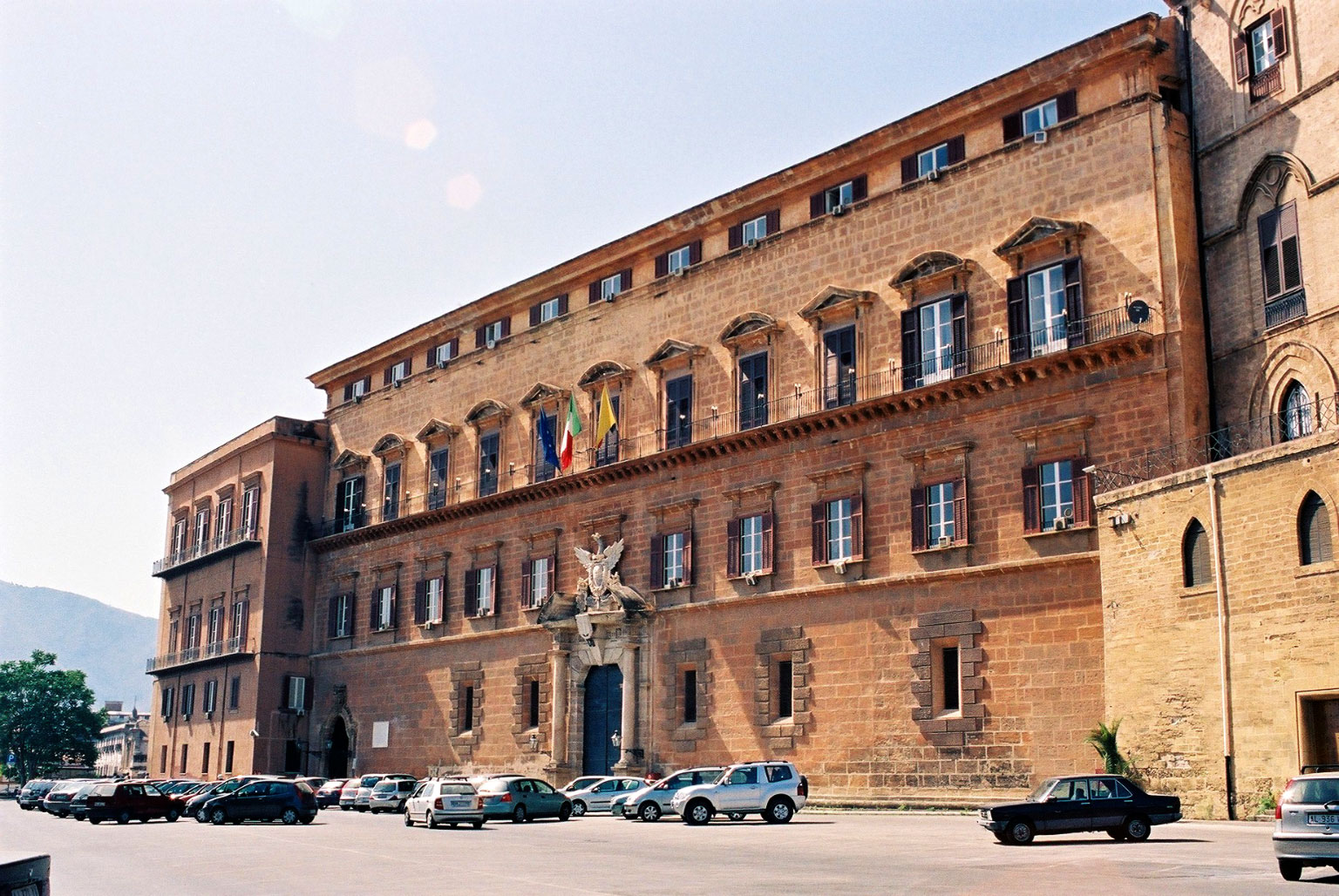
ルネサンス期建造のファサード

ノルマンニ宮殿（ノルマンニきゅうでん、イタリア語：Palazzo dei Normanni, パラッツォ・デイ・ノルマンニ）は、イタリア・パレルモにある、かつてのシチリア王の宮殿。 
9世紀にパレルモを支配していたアラブ人太守の元で建設が始まり、12世紀にルッジェーロ2世とその後継者ノルマン王たちによって拡張された。
宮殿内には、12世紀シチリアで流行した、アラブ・ノルマン・ビザンティンの各様式の混合様式の好例であるカッペッラ・パラティーナ（パラティーナ礼拝堂）がある。素晴らしいモザイク、精密な稲妻文様がされ彩られた木製天井、壁の下部と床は状態のいい大理石の化粧張りがされている。宮殿自体は、スペイン支配時代に再建され増築されているが、ルッジェーロ2世時代の部分、サーラ・ノルマーナと呼ばれる大広間など一部がわずかに残る。1790年には宮殿の一角にパレルモ天文台が設立され、ドームと望遠鏡が据え付けられた。1801年に初代天文台長ジュゼッペ・ピアッツィの観測によって、ここで史上初の小惑星セレスが発見された。1946年より、宮殿はシチリア地方議会の建物となった。

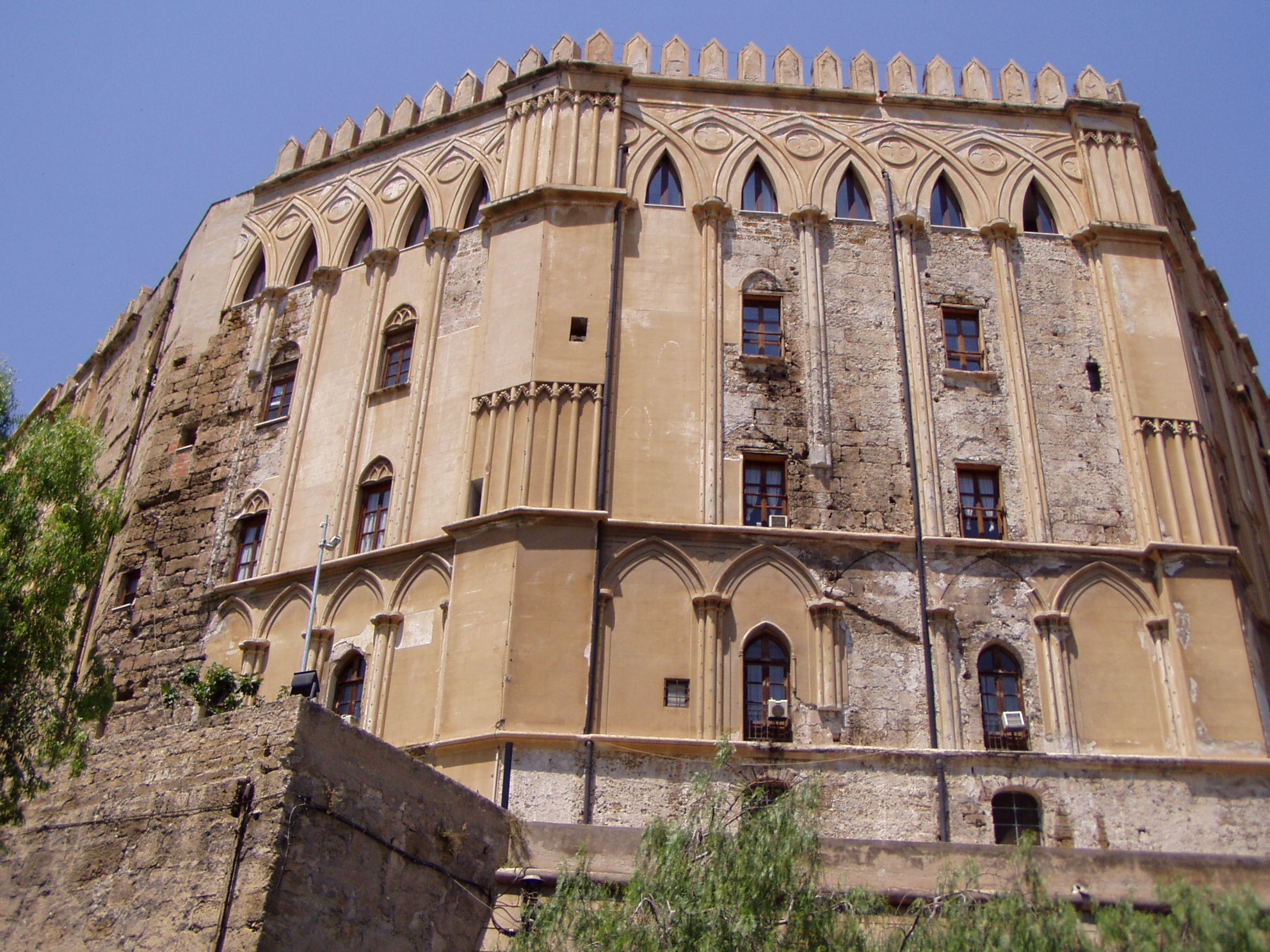
ノルマン翼

座標: 北緯38度06分41秒 東経13度21分11秒 / 北緯38.11139度 東経13.35306度